# Domingo Barrera Corpas
Domingo Barrera Corpas (Candelaria, 9 de mayo de 1943-31 de octubre de 2024), apodado El Ciclón del Atlántico, fue un boxeador español.

## Trayectoria
Como boxeador aficionado, debutó a los 18 años. Ganó el Campeonato Nacional de Boxeo Aficionado de peso ligero en 1963 y 1964, así como el de peso superligero en 1965 y 1966. El 5 de noviembre de 1966 debutó como profesional ante el grancanario José Calderín, al que ganó por nocaut técnico en la cuarta ronda. Después, permaneció invicto durante veintiún combates profesionales seguidos.
El 15 de junio de 1968 luchó contra Juan Albornoz por el título español de peso superligero; Barrera Corpas perdió por puntos en el duodécimo asalto. Dos años después volvió a combatir en una pelea por el mismo campeonato. El duelo celebrado el 20 de marzo de 1970 se disputó en Madrid y Antonio Ortíz venció a Barrera por puntos en doce asaltos.
Un año después peleó contra el argentino Nicolino Locche por el título mundial de la Asociación Mundial de Boxeo de peso superligero, saliendo derrotado por decisión dividida en quince rondas. El 9 de octubre de 1971 tuvo otra oportunidad, esa vez por el mundial WBC del superligero pero cayó derrotado ante Bruno Arcari por nocaut en el décimo asalto, en una lucha celebrada en Italia.
A principios de 1973 le ganó el campeonato español de peso superligero a Enrique Levy, pero lo perdió dos combates después contra José González, siendo esta su última pelea. Se retiró en 1973 con un récord de 40-10.

## Participación en los Juegos Olímpicos
- Juegos Olímpicos de Tokio 1964

## Resultados como profesional
| Abreviatura | TKO            | KO     | PTS        | RTD               | DQ              | SD                |
| Significado | Nocaut técnico | Nocaut | Puntuación | Nocaut por retiro | Descalificación | Decisión dividida |

| 40 Ganadas (20 knockouts), 10 Derrotas (4 knockouts) |        |                    |        |                |                          |                         |                                                       |
| Resultado                                            | Récord | Rival              | Método | Asalto, Tiempo | Fecha                    | Localización            | Título                                                |
| Derrota                                              | 40–10  | José González      | KO     | 1 (12)         | 1 de septiembre de 1973  | La Coruña, Galicia      | Perdió el título español de peso superligero          |
| Victoria                                             | 40–9   | Ángel Guinaldo     | DQ     | 5 (10)         | 16 de junio de 1973      | Santa Cruz, CAN         | ---                                                   |
| Victoria                                             | 39–9   | Famoso Dongil      | PTS    | 8 (8)          | 17 de marzo de 1973      | Gijón, PAS              | ---                                                   |
| Derrota                                              | 38–9   | Fernando Pérez     | TKO    | 11 (12)        | 17 de febrero de 1973    | Santa Cruz, CAN         | ---                                                   |
| Victoria                                             | 38–8   | Enrique Levy       | RTD    | 10 (12)        | 1 de enero de 1973       | Santa Cruz, CAN         | Ganó el título español de peso superligero            |
| Derrota                                              | 37–8   | Antonio Ortiz      | KO     | 7 (10)         | 12 de julio de 1972      | Barcelona, CAT          | ---                                                   |
| Derrota                                              | 37–7   | Juan José Pardo    | DQ     | 8 (8)          | 8 de abril de 1972       | Las Palmas, CAN         | ---                                                   |
| Derrota                                              | 37–6   | Bruno Arcari       | KO     | 10 (15)        | 9 de octubre de 1971     | Liguria, Italia         | Pelea por el título del mundo WBA de peso superligero |
| Victoria                                             | 37–5   | Armstrong Vasco    | TKO    | 9 (10)         | 3 de septiembre de 1971  | Santa Cruz, CAN         | ---                                                   |
| Derrota                                              | 36–5   | Nicolino Locche    | SD     | 15 (15)        | 3 de abril de 1971       | Buenos Aires, Argentina | Pelea por el título del mundo WBA de peso superligero |
| Victoria                                             | 36–4   | Joe Yekinni        | PTS    | 8 (8)          | 6 de febrero de 1971     | Madrid, CMA             | ---                                                   |
| Victoria                                             | 35–4   | Roque Cañadas      | KO     | 1 (8)          | 12 de diciembre de 1970  | Santa Cruz, CAN         | ---                                                   |
| Victoria                                             | 34–4   | Enrique Levy       | PTS    | 8 (8)          | 31 de octubre de 1970    | Santa Cruz, CAN         | ---                                                   |
| Victoria                                             | 33–4   | Eugenio Cabrera    | PTS    | 8 (8)          | 10 de octubre de 1970    | Las Palmas, CAN         | ---                                                   |
| Derrota                                              | 32–4   | Antonio Ortiz      | PTS    | 12 (12)        | 20 de marzo de 1970      | Madrid, CMA             | Pelea por el título español de peso superligero       |
| Victoria                                             | 32–3   | Ángel Neches       | PTS    | 8 (8)          | 4 de marzo de 1970       | Bilbao, PV              | ---                                                   |
| Derrota                                              | 31–3   | Raimundo Dias      | PTS    | 8 (8)          | 31 de enero de 1970      | Roma, Italia            | ---                                                   |
| Victoria                                             | 31–2   | Serafino Lucherini | PTS    | 8 (8)          | 20 de noviembre de 1969  | Barcelona, CAT          | ---                                                   |
| Victoria                                             | 30–2   | John White         | PTS    | 8 (8)          | 27 de septiembre de 1969 | Valencia, CVA           | ---                                                   |
| Victoria                                             | 29–2   | Vítor Alves        | TKO    | 2 (8)          | 7 de junio de 1969       | Santa Cruz, CAN         | ---                                                   |
| Derrota                                              | 28–2   | Antonio Ortiz      | PTS    | 8 (8)          | 18 de abril de 1969      | Madrid, CMA             | ---                                                   |
| Victoria                                             | 28–1   | Valerio Núñez      | PTS    | 10 (10)        | 14 de febrero de 1969    | Madrid, CMA             | ---                                                   |
| Victoria                                             | 27–1   | Ameur Lamine       | KO     | 1 (10)         | 25 de enero de 1969      | Santa Cruz, CAN         | ---                                                   |
| Victoria                                             | 26–1   | Tullio Zanirato    | PTS    | 8 (8)          | 30 de noviembre de 1968  | Santa Cruz, CAN         | ---                                                   |
| Victoria                                             | 25–1   | Jarmo Berglof      | TKO    | 3 (8)          | 18 de octubre de 1968    | Valencia, CVA           | ---                                                   |
| Victoria                                             | 24–1   | Leopoldo Escuin    | TKO    | 4 (10)         | 5 de octubre de 1968     | Bilbao, PV              | ---                                                   |
| Victoria                                             | 23–1   | Miguel Macheno     | TKO    | 4 (8)          | 27 de septiembre de 1968 | Barcelona, CAT          | ---                                                   |
| Victoria                                             | 22–1   | Giuseppe Sabri     | TKO    | 4 (8)          | 17 de agosto de 1968     | Santa Cruz, CAN         | ---                                                   |
| Derrota                                              | 21–1   | Juan Albornoz      | PTS    | 12 (12)        | 15 de junio de 1968      | Santa Cruz, CAN         | Pelea por el título español de peso superligero       |
| Victoria                                             | 21–0   | Roberto Marthon    | TKO    | 9 (10)         | 4 de mayo de 1968        | Santa Cruz, CAN         | ---                                                   |
| Victoria                                             | 20–0   | Olli Maki          | PTS    | 10 (10)        | 22 de marzo de 1968      | Santa Cruz, CAN         | ---                                                   |
| Victoria                                             | 19–0   | José Crespo        | TKO    | 2 (8)          | 23 de diciembre de 1967  | Santa Cruz, CAN         | ---                                                   |
| Victoria                                             | 18–0   | Jarmo Berglof      | PTS    | 10 (10)        | 9 de diciembre de 1967   | Santa Cruz, CAN         | ---                                                   |
| Victoria                                             | 17–0   | Efrem Donati       | PTS    | 10 (10)        | 25 de noviembre de 1967  | Santa Cruz, CAN         | ---                                                   |
| Victoria                                             | 16–0   | Valerio Núñez      | RTD    | 8 (10)         | 21 de octubre de 1967    | Santa Cruz, CAN         | ---                                                   |
| Victoria                                             | 15–0   | Jesse Green        | TKO    | 6 (8)          | 2 de septiembre de 1967  | Santa Cruz, CAN         | ---                                                   |
| Victoria                                             | 14–0   | Carlos Viera       | PTS    | 10 (10)        | 29 de julio de 1967      | Las Palmas, CAN         | ---                                                   |
| Victoria                                             | 13–0   | Antonio Ortiz      | PTS    | 8 (8)          | 8 de julio de 1967       | Santa Cruz, CAN         | ---                                                   |
| Victoria                                             | 12–0   | John White         | PTS    | 8 (8)          | 13 de mayo de 1967       | Santa Cruz, CAN         | ---                                                   |
| Victoria                                             | 11–0   | Fernando Riera     | PTS    | 8 (8)          | 7 de mayo de 1967        | Santa Cruz, CAN         | ---                                                   |
| Victoria                                             | 10–0   | Roy Ate            | TKO    | 2 (8)          | 8 de abril de 1967       | Santa Cruz, CAN         | ---                                                   |
| Victoria                                             | 9–0    | Manuel Prieto      | TKO    | 5 (8)          | 1 de abril de 1967       | Santa Cruz, CAN         | ---                                                   |
| Victoria                                             | 8–0    | Lelo Suárez        | TKO    | 5 (8)          | 11 de marzo de 1967      | Santa Cruz, CAN         | ---                                                   |
| Victoria                                             | 7–0    | Ángel Neches       | PTS    | 8 (8)          | 19 de febrero de 1967    | Santa Cruz, CAN         | ---                                                   |
| Victoria                                             | 6–0    | Floyd Barrow       | TKO    | 6 (8)          | 21 de enero de 1967      | Santa Cruz, CAN         | ---                                                   |
| Victoria                                             | 5–0    | Ángel Neches       | PTS    | 8 (8)          | 8 de enero de 1967       | Santa Cruz, CAN         | ---                                                   |
| Victoria                                             | 4–0    | Raúl Tejera        | PTS    | 8 (8)          | 10 de diciembre de 1966  | Santa Cruz, CAN         | ---                                                   |
| Victoria                                             | 3–0    | Julián Torres      | TKO    | 3 (6)          | 26 de noviembre de 1966  | Santa Cruz, CAN         | ---                                                   |
| Victoria                                             | 2–0    | Mohamed Halimi     | TKO    | 4 (6)          | 12 de noviembre de 1966  | Santa Cruz, CAN         | ---                                                   |
| Victoria                                             | 1–0    | José Calderín      | TKO    | 4 (6)          | 5 de noviembre de 1966   | Santa Cruz, CAN         | ---                                                   |